# Bälter-Matstjärnen
Bälter-Matstjärnen är en sjö i Älvdalens kommun i Dalarna och ingår i Dalälvens huvudavrinningsområde.